# Oroscopa privigna
Oroscopa privigna là một loài bướm đêm trong họ Erebidae.